# Chelonus lissocephalus
Chelonus lissocephalus är en stekelart som först beskrevs av Vladimir Ivanovich Tobias 2001.  Chelonus lissocephalus ingår i släktet Chelonus och familjen bracksteklar. Inga underarter finns listade i Catalogue of Life.